# Шаухаманов, Сеилбек Шаухаманович
Сеилбек Шаухаманович Шаухаманов (каз. Сейілбек Шаухаманұлы Шаухаманов; 15 мая 1939, с. Озгент, Яны-Курганский район, Кзыл-Ординская область, Казахская ССР, СССР — 26 августа 2018, Кызылорда, Казахстан) — советский и казахстанский государственный, партийный и общественный деятель, инженер-механик, политолог.

## Биография
Родился в селе Озгент Яныкурганского района Кзыл-Ординской области в семье колхозника. Происходит из рода ходжа.
- Трудовую деятельность начал в 1956 г. учетчиком тракторной бригады МТС[4]
- в 1962 г. — окончил Казахский сельскохозяйственный институт по специальности «инженер-механик»
- 1962—1965 гг. — механик, инженер-контролер объединения «Казсельхозтехника» Чиилийского р-на Кзыл-Ординской обл.
- с 1965 по 1991 г. — Член КПСС[4]
- С 1965 г. — состоял на комсомольской, хозяйственной и партийной работе в Кзыл-Ординской области.
- 1965—1969 гг. — первый секретарь Сырдарьинского, Теренозекского райкомов ЛКСМ Казахстана Кзыл-Ординской обл.
- 1969—1975 гг. — директор с-за им. XXI-го партсъезда Теренозекского района.
- 1975—1980 гг. — второй секретарь Джалагашского райкома партии.
- 1980—1983 гг. — председатель Сырдарьинского райисполкома.

В 1982 окончил Алма-Атинскую высшую партийную школу
- 1983—1987 гг. — первый секретарь Чиилийского райкома партии.
- 1987 г. — инспектор ЦК Компартии Казахстана.
- В 1987—1989 гг. — председатель исполкома Талды-Курганского областного Совета (облисполкома)
- 1989—1991 гг. — первый секретарь Кзыл-Ординского обкома партии (КП Казахстана), председатель облсовета народных депутатов.
- в 1990—1991 гг. — председатель Кзыл-Ординского областного Совета.
- 1992—1995 гг. — глава администрации Кзыл-Ординской области Республики Казахстан.
- 1996—1998 гг. — депутат Сената Парламента РК.
- 1998—1999 гг. — зам. председателя Агентства РК по миграции и демографии.
- 1999—2005 гг. — советник генерального директора совместного предприятия «КуатАмлонМунай»
- в 2005 году — Возглавил Кызылординский областной совет ветеранов войны и труда[5]

В 1990—1991 годах являлся членом ЦК КПСС.

## Достижения
Член райкомов, обкома комсомола, обкома партии, ЦК КПСС, ЦК Компартии Казахстана, депутат Верховного Совета КазССР 11, 12-го созывов, Сената Парламента РК. Делегат 11, 12-го съездов комсомола Казахстана; 16, 17, 18-го съездов Компартии Казахстана, 28-го съезда КПСС.
Один из первых сенаторов Парламента РК от Кзыл-Ординской области
Имеет звание «Почетного профессора КГУ».
Автор книг — «Алтын алма акыл ал» и «Ер канаты».
Кандидат экономических наук.

### Награды
Награждён орденами Октябрьской Революции, Трудового Красного Знамени, Дружбы народов, «Курмет» (Указ Президента Республики Казахстан от 10 декабря 2001 года N 737), медалями, Почётными грамотами Казахстана и Узбекистана. Орденом «Парасат».
Почетный гражданин города Хорезм (Узбекистан), Сырдарьинского района Кызылординской области.